# Przejście graniczne Niemojów-Bartošovice v Orlických horách
Przejście graniczne Niemojów-Bartošovice v Orlických horách – polsko-czeskie przejście graniczne małego ruchu granicznego i na szlaku turystycznym, położone w  województwie dolnośląskim, w powiecie kłodzkim, w gminie Międzylesie, zlikwidowane w 2007.

## Opis
Turystyczne przejście graniczne Niemojów-Bartošovice v Orlických horáchw w rejonie znaku granicznego nr V/102 utworzono 10 marca 2003. Czynne było przez cały rok w godz. 6.00–22.00. Dopuszczony było ruch pieszych, rowerzystów i narciarzy.
Przejście graniczne małego ruchu granicznego Niemojów-Bartošovice v Orlických horách, zostało utworzone 19 lutego 1996. Czynne było w godz. 6.00–22.00. Dopuszczony był ruch pieszych, rowerzystów, motorowerami o pojemności skokowej silnika 50 cm³ i transportem rolniczym.
Odprawę graniczną i celną wykonywały organy Straży Granicznej.
21 grudnia 2007 na mocy układu z Schengen przejścia graniczne zostały zlikwidowane.
Do przekraczania granicy państwowej z Republiką Czeską na szlakach turystycznych uprawnieni byli obywatele następujących państw:

1. Republika Austrii
2. Królestwo Belgii
3. Republika Grecji
4. Królestwo Danii
5. Republika Estonii
6. Republika Finlandii
7. Republika Francuska
8. Królestwo Hiszpanii
9. Królestwo Niderlandów
10. Państwo Izrael
11. Japonia
12. Republika Irlandii
13. Republika Islandii
14. Kanada
15. Wielkie Księstwo Luksemburga
16. Republika Litewska
17. Republika Łotewska
18. Republika Federalna Niemiec
19. Królestwo Norwegii
20. Republika Portugalska
21. Republika Słowacka
22. Republika Słowenii
23. Stany Zjednoczone Ameryki Północnej
24. Konfederacja Szwajcarska
25. Królestwo Szwecji
26. Republika Węgierska
27. Zjednoczone Królestwo Wielkiej Brytanii i Irlandii Północnej
28. Republika Włoska
29. Republika Cypryjska[6]
30. Księstwo Liechtensteinu[6]
31. Republika Malty[6].

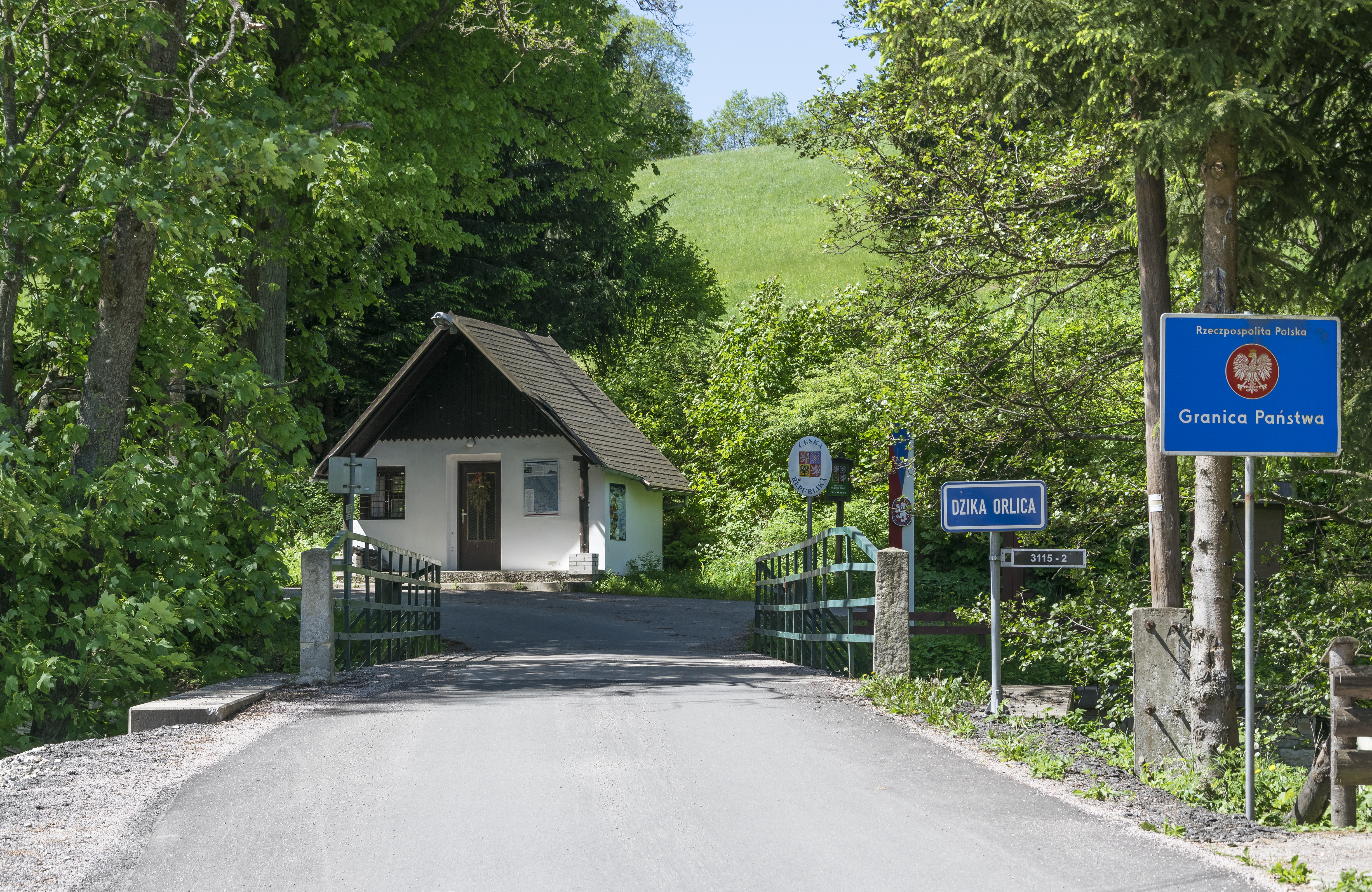
(maj 2018)